# زوران فيليبوفيتش
زوران فيليبوفيتش مواليد 2 يونيو 1953 في بودغوريتسا، جمهورية يوغوسلافيا الاشتراكية الاتحادية، هو لاعب كرة قدم مونتينيغري سابق كان يلعب كمهاجم. لعب خلال مسيرته 338 مباراة سجل خلالها 137 هدفاً.

## مرحلة الشباب

### أندية لعب لها
- بودوتشنوست بودغوريتسا
- النجم الأحمر بلغراد

## المسيرة الاحترافية

### أندية لعب لها
- النجم الأحمر بلغراد
- نادي كلوب بروج
- نادي بنفيكا
- نادي بوافيشتا

## روابط خارجية
- زوران فيليبوفيتش على موقع الاتحاد الأوربي (الإنجليزية)
- زوران فيليبوفيتش على موقع قاعدة بيانات كرة القدم.إي يو (الإنجليزية)
- زوران فيليبوفيتش على موقع ناشيونال فوتبول تيمز (الإنجليزية)
- زوران فيليبوفيتش على موقع Soccerway.com (الإنجليزية)